# Juan García Ramos

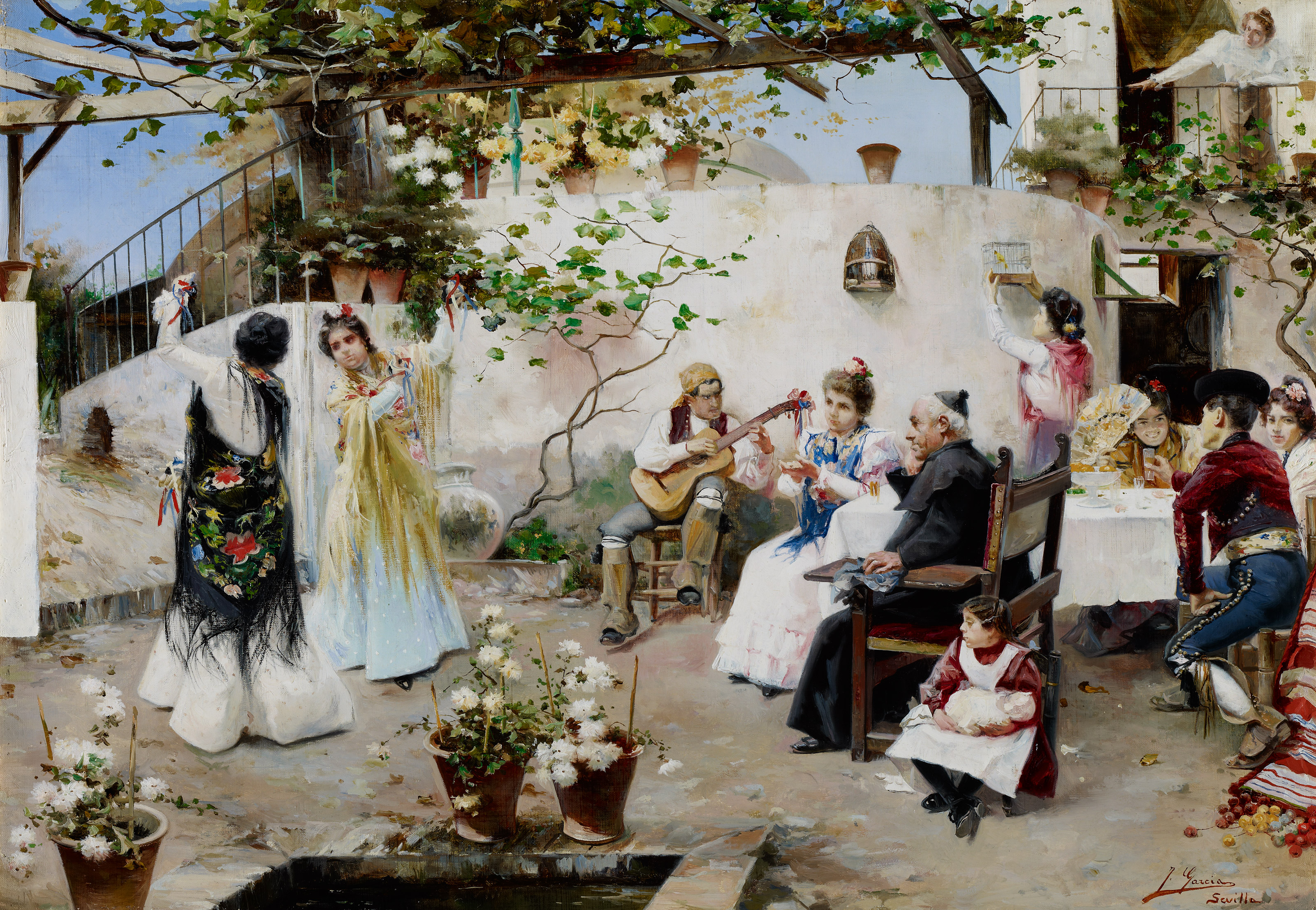
Obra de Juan García Ramos titulada "Un Baile para el Señor Cura".

Juan García Ramos (Sevilla 1856-1915), fue un pintor español de la Escuela de Bellas Artes de Sevilla. Su obra se centra en el costumbrismo andaluz.

## Biografía
Discípulo e imitador de su hermano José García Ramos (1852-1912). Realizó sus estudios artísticos en la Escuela Provincial de Bellas Artes de Sevilla, donde fue alumno del pintor de historia Eduardo Cano (1823-1897). Completó su formación en el estudio de su hermano, dedicándose como él muy fundamentalmente a las escenas costumbristas de ambientación andaluza, llegando a asimilar su estilo y modelos con tal semejanza, que se confunden con relativa frecuencia la autoría de obras de su mano aparecidas esporádicamente en el mercado, como ocurrió con el lienzo que pertenece hoy a la Colección de la baronesa Carmen Thyssen-Bornemisza.
Aunque su producción conocida es todavía bastante escasa, lo que impide perfilar aún con precisión su personalidad como pintor, su obra muestra en todo caso una escasa voluntad creativa, siempre a la sombra de su hermano José. Participó en algunas exposiciones locales, como la Regional de Cádiz de 1879 y la General de Barcelona de 1890, caracterizándose su estilo pintoresco, cuadros como Lavanderas en el río Guadaíra, Molino de Zacatín, Orillas del Guadaíra, La calle Zafra de Granada, Lavanderas de la calle Ancha de Alcalá, La cuesta del Aceitunero, La vuelta de la Alpujarra y Una tarde de primavera.

## Selección de obras
- Un baile para el señor cura (1890), óleo sobre lienzo. Museo Carmen Thyssen Málaga.
- Lavanderas en el río Guadaíra
- Molino de Zacatín
- Orillas de Guadaira
- La calle Zafra de Granada
- Lavanderas de la calle Ancha de Alcalá
- La cuesta del Aceitunero
- La vuelta de la Alpujarra
- Una tarde de primavera